# Bohan-sur-Semois

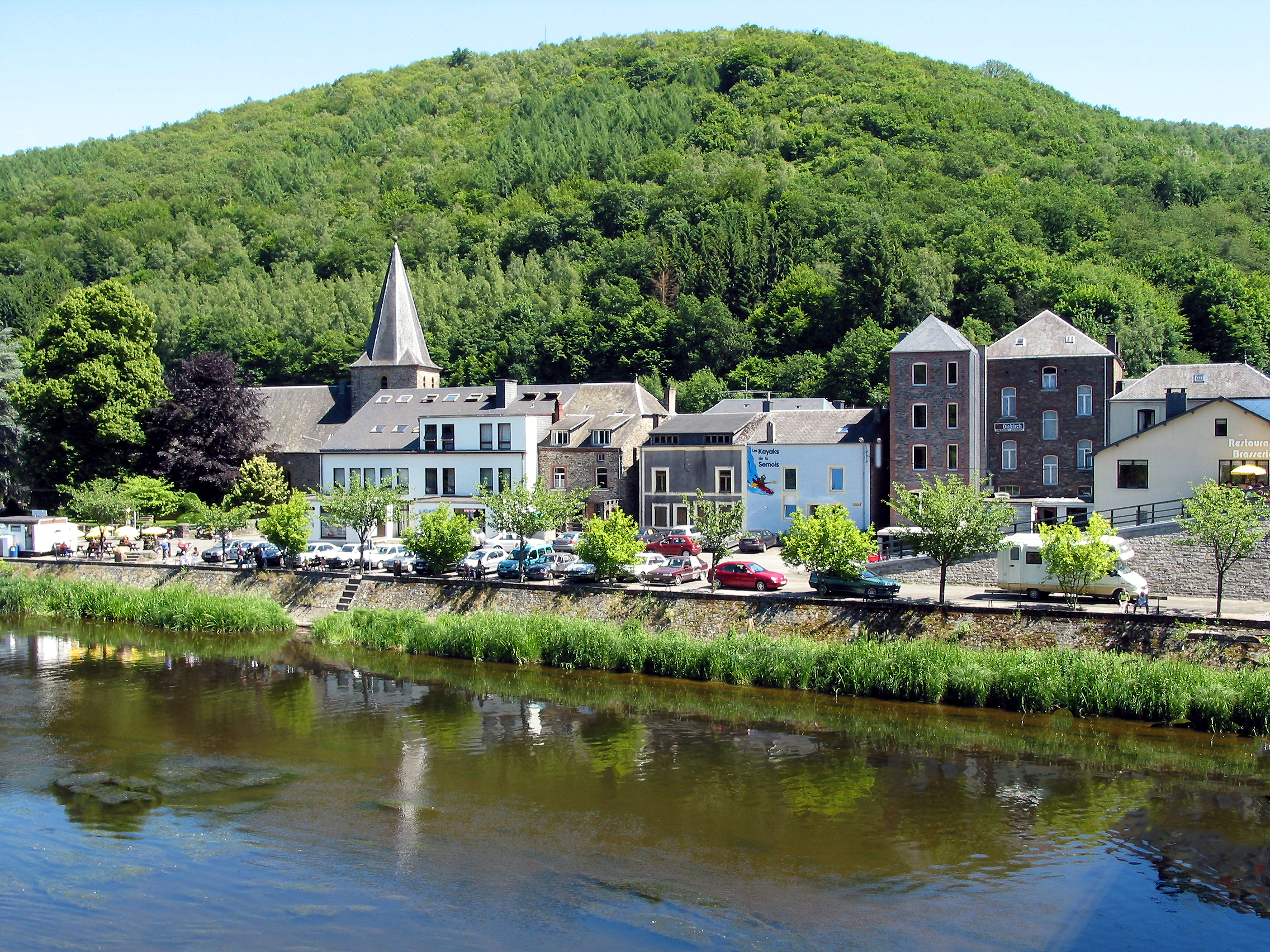
Bohan sur Semois às margens do Semois

Bohan-sur-Semois é uma localidade da Bélgica. Está stuada nas montanhas das Ardenas às margens do rio Semois, na província de Namur, região francófona belga da Valônia. Bohan está apenas 2 km da fronteira francesa.
Bohan-sur-Semois pertence ao município de Vresse-sur-Semois.